# Свети Георги (Трудовец, 1908)
„Свети Великомъченик Георги“ е българска православна църква в село Трудовец, община Ботевград.

## История
Храмът е построен в центъра на Лъжане (името на Трудовец до 1950 година) в 1900 – 1908 година с труд и дарения на местното население. Инициатор е кметът Никола Недков, а имената на ктиторите са издълбани отдолу на престола.

## Описание
Иконостасът на храма е дело на дебърските майстори от рода Филипови. Иконите на иконостаса са на Георги Желязков. През 1932 година по стенописите работи художника Георги Пеев.
В оградата на храма са вградени каменни кръстове от съборената стара църква.